# Árni Páll Árnason

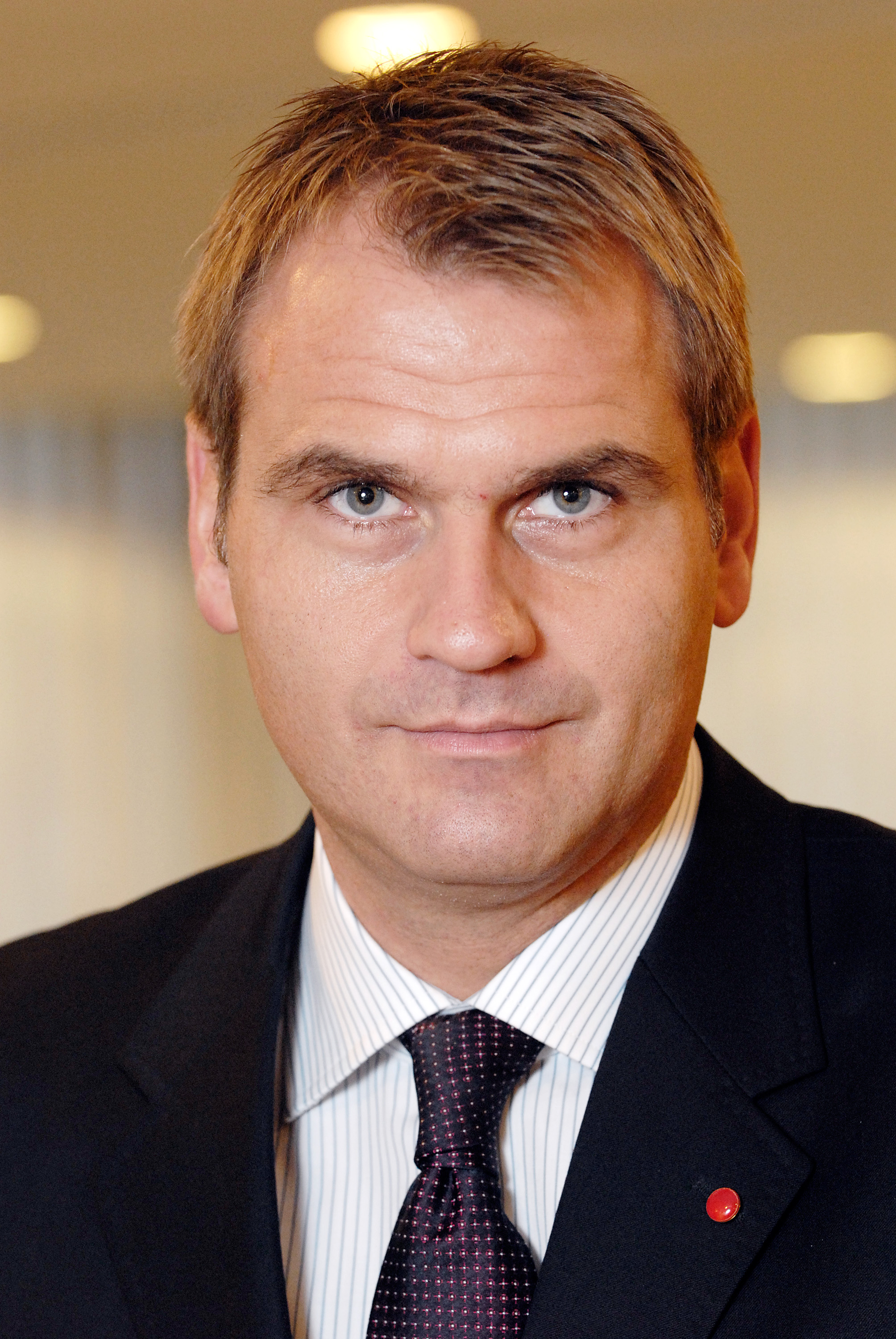
Árni Páll Árnason 2007.

Árni Páll Árnason, född 23 maj 1966 i Reykjavík, är en isländsk politiker. Han valdes i februari 2013 till partiledare för Samlingsfronten, som är det socialdemokratiska partiet på Island. Han avgick som partiledare 2016.
Árnason valdes in i Alltinget 2007 och var socialminister från 10 maj 2009 till 2 september 2010. Därefter var han närings- och handelsminister fram till 31 december 2011.
Árni Páll Árnason studerade juridik och tog sin examen vid Islands universitet 1991. Han har en vidareutbildning i europeisk juridik från College of Europe, i Brygge i Belgien, där han studerade 1991-1992.  Han har undervisat i EU-rätt på Islands Universitet. Innan han blev Alltingsledamot arbetade han som advokat och diplomat.